# Philodromus halophilus
Philodromus halophilus là một loài nhện trong họ Philodromidae.
Loài này thuộc chi Philodromus. Philodromus halophilus được Gershom Levy miêu tả năm 1977.